# 79419 Gaolu
79419 Gaolu è un asteroide della fascia principale. Scoperto nel 1997, presenta un'orbita caratterizzata da un semiasse maggiore pari a 2,5352929 UA e da un'eccentricità di 0,1390657, inclinata di 13,86609° rispetto all'eclittica.